# Diadexia
Diadexia és un gènere d'arnes de la família Crambidae.

## Taxonomia
- Diadexia anchylocrossa Turner, 1924
- Diadexia argyropasta Turner, 1911
- Diadexia parodes Turner, 1905